# دامن گلگیر

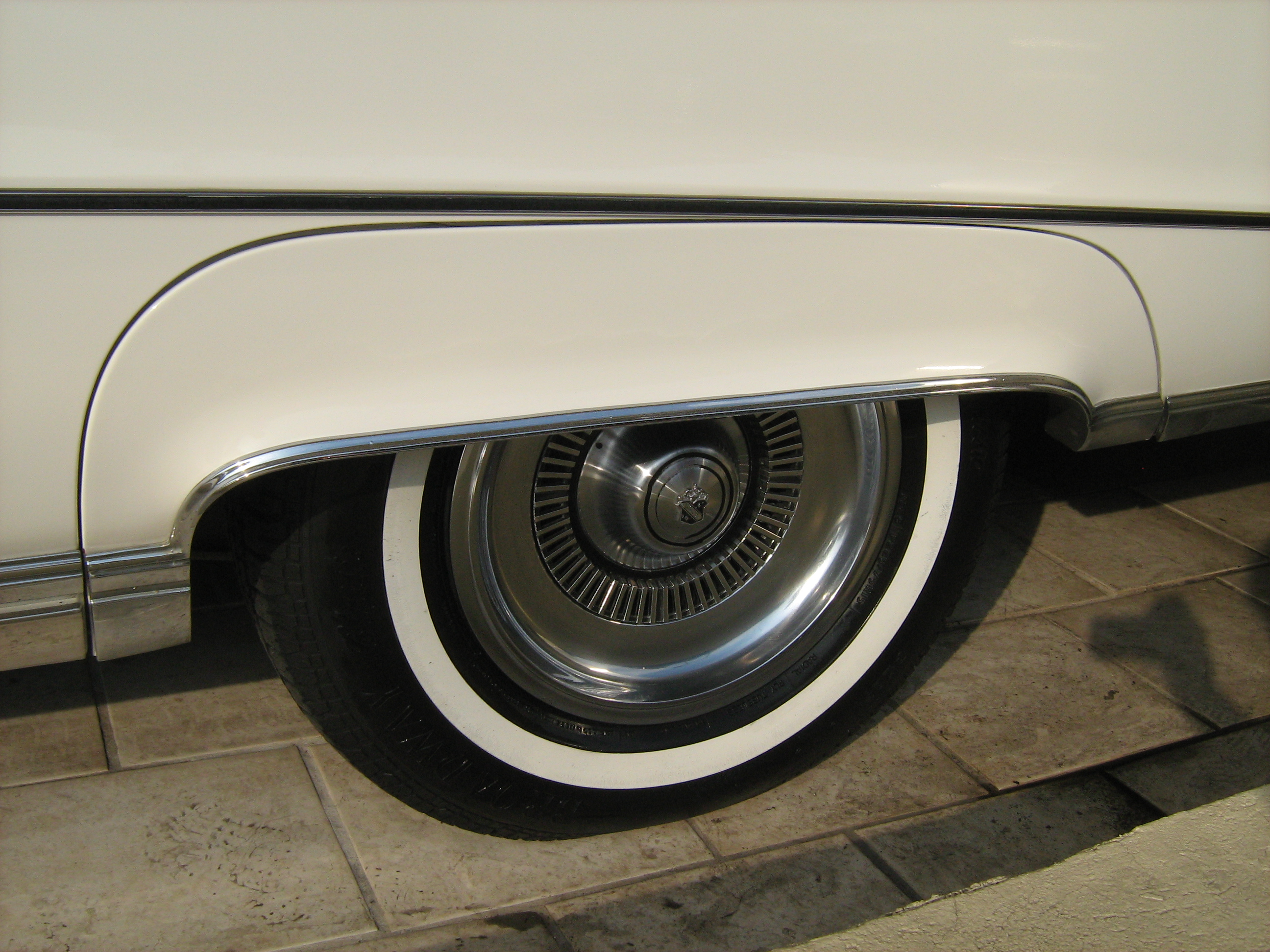
چرخ عقب تا حدی با یک دامن گلگیر جداشدنی در بیوک الکترا ۲۲۵ ۱۹۶۹ پوشیده شده است

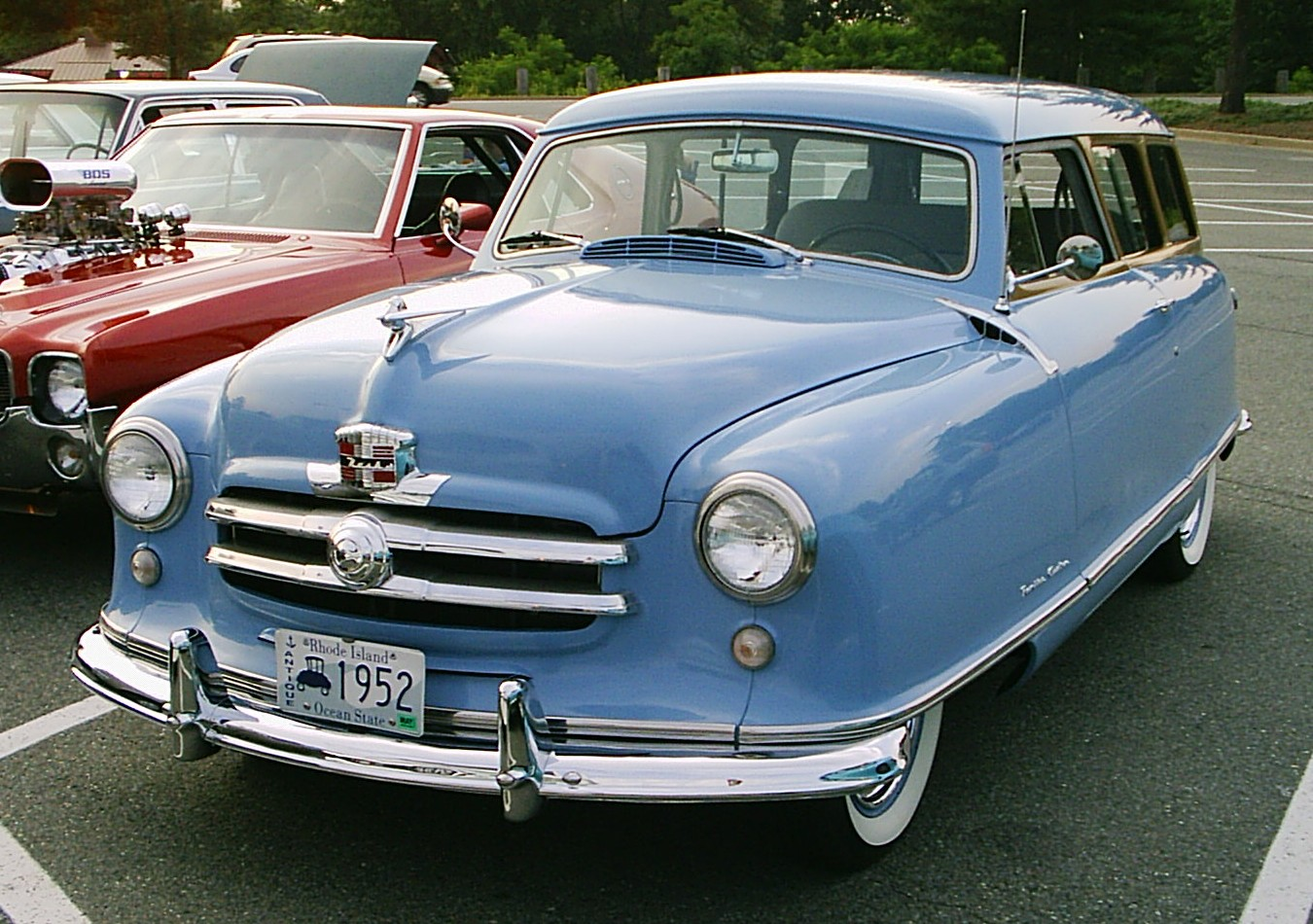
نش رامبلر ۱۹۵۲ دامن گلگیرهای جلو و عقب غیرقابل جدا شدن

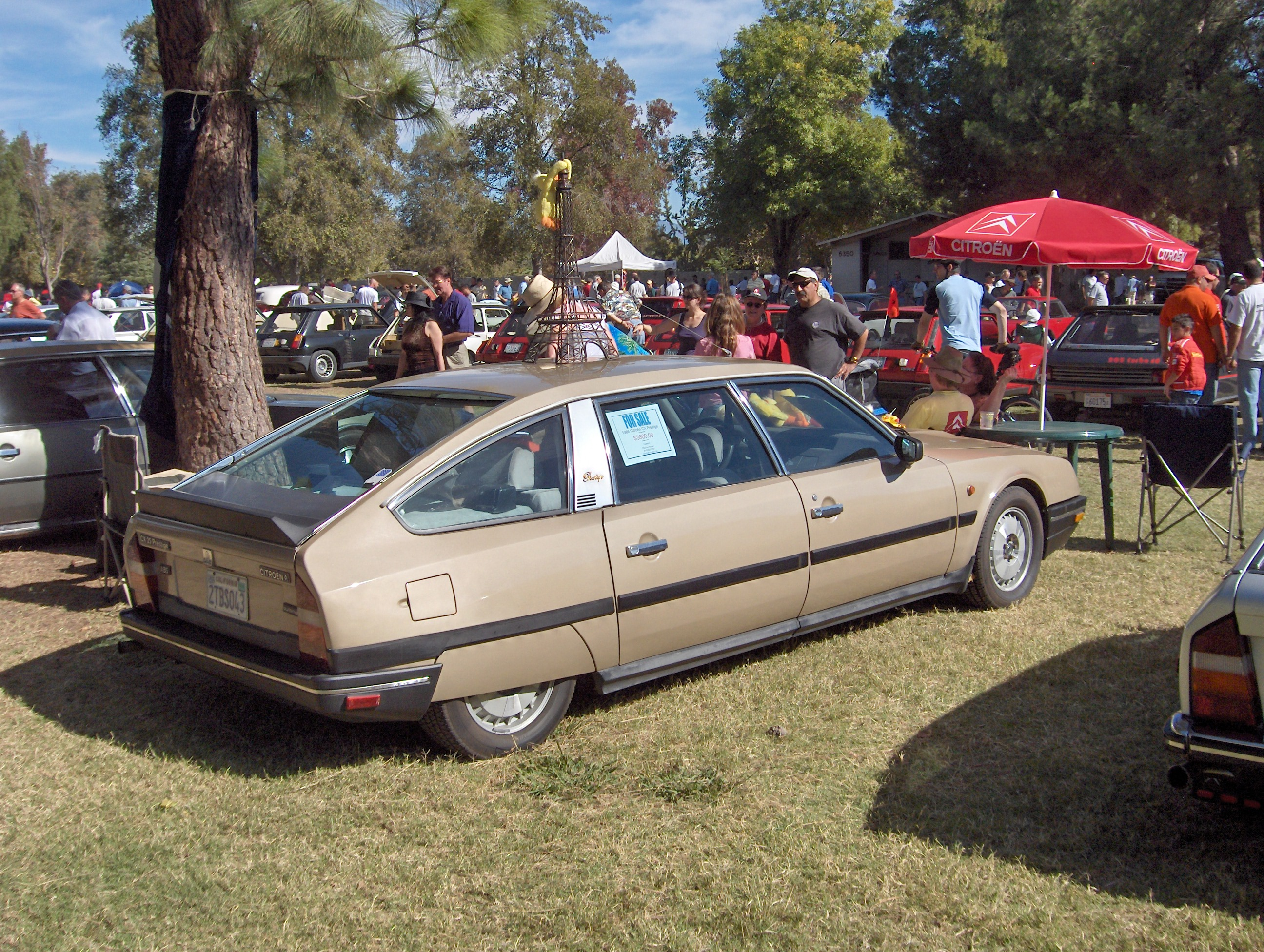
سیتروئن سی‌ایکس ۱۹۸۶

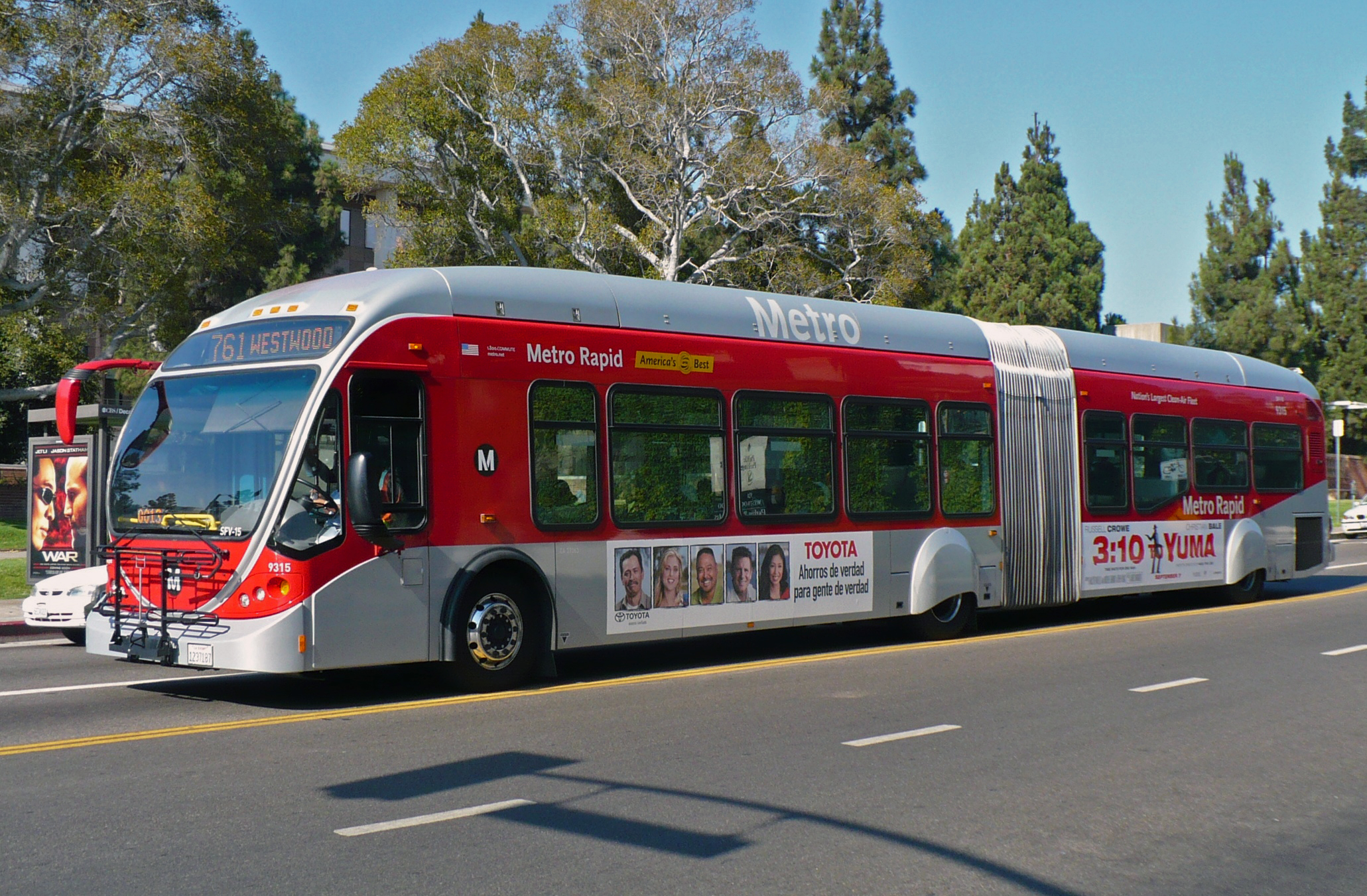
اتوبوس شهری لس آنجلس

دامن گلگیر (به انگلیسی: Fender skirts) که در استرالیا و بریتانیا به نام اسپات یا روکش شناخته می‌شود، قطعاتی از بدنه متصل به گلگیر یا بخشی از آن است که قسمت‌های بالایی چرخ‌های خودرو را می‌پوشاند. آن‌ها معمولاً فقط در چرخ‌های عقب استفاده می‌شوند، اما برخی از مدل‌ها آن‌ها را روی همه چرخ‌ها دارند.

## کارکرد
دامن گلگیر به دلایل زیبایی شناختی و آیرودینامیک استفاده می‌شود. به جای اینکه هوا وارد چاه چرخ عقب شود و در آن محبوس شود، به آرامی روی بدنه جریان می‌یابد. دامن گلگیرهای به‌طور کلی قابل جدا شدن هستند تا امکان تعویض لاستیک و نصب زنجیر چرخ را فراهم کنند.
دامن گلگیر معمولاً در چرخ‌های عقب استفاده می‌شود. با این حال، خودروسازان دامن گلگیرهای یکپارچه را روی چرخ جلو قرار داده‌اند. نش موتورز در طول جنگ جهانی دوم از تونل‌های باد استفاده کرد و مزایای آیرودینامیک را در طراحی‌های نش «ایرفلایت» خود در سال‌های ۱۹۴۹ تا ۱۹۵۴ گنجاند. شکل آن‌ها ساده‌ترین شکل جاده بود و گلگیرهای محصور در همه گوشه‌ها مسیری را برای هوا آسان می‌کردند و به کشش کم خودروها در سرعت‌های بزرگراه کمک می‌کردند. نش رامبلر با اندازه جمع و جور از سال ۱۹۵۰ تا ۱۹۵۴ همچنین دارای گلگیرهای محصور آیرودینامیکی بود که کناره‌های بدنه را با هم ترکیب می‌کرد. با این حال، در صورت مساوی بودن مسیر جلو و عقب، چرخ‌های جلو برای هدایت و بیرون آمدن از کناره‌های خودرو هنگام چرخش باید بچرخند. نش ادعا کرد که باریک‌تر بودن چرخ‌های جلو بر پایداری تأثیر نمی‌گذارد ۵۴٫۷ اینچ (۱٬۳۸۹ میلیمتر) مسیر برای چرخ‌های جلو در حالی که مسیر عقب ۵۹٫۷ اینچ (۱٬۵۱۶ میلیمتر) بود.
فورد تاندربیرد ۱۹۵۵ «سپر گلگیر» (به انگلیسی: Fender shields) عقب را به عنوان یک نوع دامن گلگیر با قالب لبه و سپر سنگی معرفی کرد. در کتاب‌های لوازم جانبی قطعات جنرال موتورز، دامن گلگیر به سپر گلگیر معروف است.

## تاریخچه
اولین بار به عنوان «شلوار» توصیف شد، آن‌ها برای اثر ساده توسط فرانک لاکهارت بر روی یک ماشین رکورد سرعت زمینی استوتز در سال ۱۹۲۸ استفاده شدند. تولید کارخانه دامن گلگیر با گراهام-پیج در سال ۱۹۳۲ آغاز شد. طرح‌های ساده شده از نظر زیبایی‌شناسی در مدل‌های تولید انبوه کپی شدند. نوآوری‌های معرفی شده توسط آموس نورثاپ، مانند رادیاتورهای V'd، دامن‌های گلگیر و دم‌های شیب دار پس از سال ۱۹۳۳ رایج شد. دامن گلگیر به یک ویژگی ظاهری منحصر به فرد برای خودروهای گذشته تبدیل شد و «آنها را مانند قایق‌های شناور باشکوه، باکلاس و ظریف جلوه می‌داد». دامن‌های گلگیر برای مدتی طولانی‌تر در برخی از خودروها، به‌ویژه خودروهای لوکس آمریکایی سایز کامل، یک ویژگی باقی ماندند. در دهه ۱۹۷۰، دامن‌های گلگیر شروع به ناپدید شدن از خودروهای بازار انبوه کردند.
دامن‌های گلگیر اغلب با لاستیک‌های وایتوال جفت می‌شدند. وسعت دامن نیز متفاوت بود. قبل از دهه ۱۹۵۰، پوشاندن تمام لاستیک‌ها به جز قسمت پایینی لاستیک‌های عقب رایج بود، در حالی که در دهه ۱۹۶۰، رکاب‌های گلگیر فقط قسمتی از قسمت بالایی لاستیک را می‌پوشاندند و تا حد زیادی در خودروهای غیر از مدل‌های سطح بالا وجود نداشتند. از اواسط دهه ۱۹۶۰ تا ۱۹۷۶، شورلت کاپریس، مدل ۹۸، بیوک الکترا، پونتیاک بونویل، مدل‌های کادیلاک فلیت‌وود، دی ویل و کاله از دامن گلگیر استفاده می‌کردند. مدل‌های کادیلاک ال‌دورادو از سال ۱۹۷۱ تا ۱۹۷۴ دارای دامن‌های گلگیر بودند. از سال ۱۹۷۷، فقط پونتیاک بونویل استفاده از دامن گلگیر را در خودروهای کوچک جنرال موتورز حفظ کرد. در سال ۱۹۸۰، اولدزموبیل دامن‌های گلگیر را به مدل ۹۸ خود بازگرداند. تا سال ۱۹۸۵، دامن گلگیر از تمام خودروهای استاندارد جنرال موتورز ناپدید شد. در سال ۱۹۸۹، تا سال ۱۹۹۳، دامن‌های گلگیر دوباره در مدل‌های فلیت‌وود دیفرانسیل جلو کادیلاک استفاده شد. برای سال‌های مدل ۱۹۹۱–۱۹۹۶، جنرال موتورز عموماً دامن‌های گلگیر را در طراحی سدان‌های تمام سایز خود برای شورولت کاپریس، بیوک رودمستر و کادیلاک فلیت‌وود گنجاند. جنرال موتورز ای‌وی۱ همچنین دارای دامن گلگیر بود.
هنگام ساخت کاستوم‌ها، دامن گلگیرها لوازم جانبی برای بستن گلگیرهای عقب و افزودن نوع خاصی براق بودن است. در طراحی خودروهای اروپایی، سیتروئن تقریباً در تمام مدل‌های تولید شده بین سال‌های ۱۹۵۰ و ۱۹۹۰ از دامن‌های گلگیر استفاده کرد که برجسته‌ترین آنها دی‌اس، ۲سی‌وی، امی، جی‌اس، اس‌ام، بی‌ایکس و سی‌ایکس بود. برای افزایش مصرف سوخت، خودروی الکتریکی جنرال موتورز ای‌وی۱ شامل دامن گلگیر بود. مدل‌های تولید انبوه با دامن گلگیر شامل نسل اول هوندا اینسایت و کلاریتی در سال ۲۰۱۶ بود. در سال ۲۰۱۳، فولکس‌واگن ایکس‌ال۱ با تولید محدود نیز از دامن گلگیر استفاده کرد.
دامن گلگیر برای برخی خودروهای جدید مانند لوازم جانبی پس از فروش (برای مثال کرایسلر پی‌تی کروزر و فولکس‌واگن بیتل) موجود است. لوازم جانبی دامن گلگیر ممکن است به زیبایی‌شناسی خودروهای مدرن کمکی نکند، اما «یا ضخیم، عجیب، غریب، یا فقط زشت» به نظر می‌رسد.
تجزیه و تحلیل جنرال موتورز سه مشکل در استفاده از دامن گلگیر برای کاهش کشش آیرودینامیکی را نشان داد. مشکل بین تناسب لاستیک‌ها و بدنه این است که یا باید مسیر باریک‌تر باشد یا بدنه بیرون کشیده شود. دامن‌های قابل جابجایی با مشکلات اتصال گران‌تر هستند. کاهش جریان هوا باعث افزایش فشار لاستیک‌ها می‌شود.
برخی از شهرها، مانند لس آنجلس به منظور ایمنی در اتوبوس‌های شهرداری دامن گلگیر دارند، زیرا می‌توانند از لیز خوردن وسایل در جاده زیر لاستیک جلوگیری کنند.